# The Weather Man
The Weather Man (br: O Sol de Cada Manhã) é um filme de drama dos Estados Unidos realizado por Gore Verbinski.

## Sinopse
David Spritz (Nicolas Cage) trabalha como apresentador da previsão do tempo num canal de televisão de Chicago, tendo um relativo sucesso de audiências.
Ele tem a grande oportunidade da sua vida quando a produtora de um programa nacional convida-o para um teste na estação. Porém, apesar do bom momento pelo qual passa no seu trabalho, o seu lado pessoal não poderia ser mais drástico. David acaba de sair de um divórcio com perda da custódia dos filhos, estes são alguns dos problemas que precisa superar se quiser aproveitar a oportunidade profissional que tem em mãos.

## Elenco
- Nicolas Cage (David Spritz)
- Michael Caine (Robert Spritz)
- Hope Davis (Noreen)
- Gemmenne de la Peña (Shelly)
- Nicholas Hoult (Mike)
- Michael Rispoli (Russ)
- Gil Bellows (Don)
- Judith McConnell (Lauren)
- Dina Facklis (Andrea)
- Joe Bianchi (Paul)

## Recepção
O Metacritic, que usa uma média ponderada, atribuiu ao filme uma pontuação de 61 em 100, baseado em 37 críticos, indicando críticas "geralmente favoráveis".